# Championnat d'Argentine de rugby à XV 2015
Navigation
Nacional de Clubes 2014 Nacional de Clubes 2016
Le championnat d'Argentine de rugby à XV 2015 ou Nacional de Clubes 2015 est une compétition annuelle de rugby à XV organisée par la Fédération argentine de rugby. Les seize clubs sont choisis dans leur propre championnat : 7 proviennent de la province de Buenos Aires (fédération de l'Unión de Rugby de Buenos Aires), 3 du Torneo del Litoral, 2 du Torneo del Noroeste (NOA) et 4 du Torneo de Córdoba (UCR).

## Format
Les 16 équipes sont réparties en 4 groupes de 4 clubs pour la première phase. La deuxième phase se conclut avec des demi-finales et une finale : le vainqueur se voit attribuer le titre de champion d'Argentine.

## Clubs participants
| Nom                        | Ville                 | Unión        |
| -------------------------- | --------------------- | ------------ |
| CA San Isidro              | San Isidro            | Buenos Aires |
| Cordoba A.C.               | Córdoba               | Cordobesa    |
| Hindú Club                 | Buenos Aires          | Buenos Aires |
| Tucumán Lawn Tennis        | San Miguel de Tucumán | Tucumán      |
| Belgrano Athletic Club     | Buenos Aires          | Buenos Aires |
| Duendes Rosario            | Rosario               | Rosario      |
| Pucarà                     | Buenos Aires          | Buenos Aires |
| Urú Curé                   | Córdoba               | Cordobesa    |
| Jockey Club Córdoba        | Córdoba               | Cordobesa    |
| Jockey Club Rosario        | Rosario               | Rosario      |
| La Plata R.C.              | Buenos Aires          | Buenos Aires |
| Tucumán R.C.               | San Miguel de Tucumán | Tucumán      |
| CU Buenos Aires            | Buenos Aires          | Buenos Aires |
| Club Universitario Rosario | Rosario               | Rosario      |
| Newman                     | Benavídez             | Buenos Aires |
| Tala Rugby Club            | Córdoba               | Cordobesa    |

## Classements de la phase régulière
| Rang | Club                  | J | V | N | D | Bo | Bd | Pm  | Pe  | Diff | Pts |
| ---- | --------------------- | - | - | - | - | -- | -- | --- | --- | ---- | --- |
| 1    | Hindú Club            | 6 | 5 | 0 | 1 | 5  | 1  | 301 | 107 | +194 | 26  |
| 2    | Tucumán Lawn Tennis   | 6 | 3 | 0 | 3 | 1  | 1  | 169 | 166 | +3   | 14  |
| 3    | CA San Isidro         | 6 | 3 | 0 | 3 | 0  | 1  | 126 | 202 | -76  | 13  |
| 4    | Córdoba Athletic Club | 6 | 1 | 0 | 5 | 0  | 2  | 95  | 216 | -121 | 6   |

| Rang | Club               | J | V | N | D | Bo | Bd | Pm  | Pe  | Diff | Pts |
| ---- | ------------------ | - | - | - | - | -- | -- | --- | --- | ---- | --- |
| 1    | Belgrano A.C.      | 6 | 4 | 1 | 1 | 0  | 1  | 152 | 126 | +26  | 19  |
| 2    | Club Pucará        | 6 | 3 | 1 | 2 | 1  | 2  | 165 | 112 | +53  | 17  |
| 3    | Duendes Rugby Club | 6 | 3 | 0 | 3 | 0  | 2  | 139 | 146 | -7   | 14  |
| 4    | Urú Curé           | 6 | 1 | 0 | 5 | 0  | 2  | 104 | 176 | -72  | 6   |

| Rang | Club                | J | V | N | D | Bo | Bd | Pm  | Pe  | Diff | Pts |
| ---- | ------------------- | - | - | - | - | -- | -- | --- | --- | ---- | --- |
| 1    | Tucumán R.C.        | 6 | 5 | 0 | 1 | 2  | 1  | 228 | 135 | +93  | 23  |
| 2    | La Plata Rugby Club | 6 | 4 | 0 | 2 | 0  | 2  | 174 | 161 | +13  | 18  |
| 3    | Jockey Club Rosario | 6 | 2 | 0 | 4 | 1  | 2  | 136 | 129 | +7   | 11  |
| 4    | Jockey Club Córdoba | 6 | 1 | 0 | 5 | 0  | 1  | 119 | 232 | -113 | 5   |

| Rang | Club                       | J | V | N | D | Bo | Bd | Pm  | Pe  | Diff | Pts |
| ---- | -------------------------- | - | - | - | - | -- | -- | --- | --- | ---- | --- |
| 1    | Newman                     | 6 | 4 | 0 | 2 | 2  | 2  | 230 | 110 | +120 | 20  |
| 2    | Tala R.C.                  | 6 | 4 | 0 | 2 | 2  | 2  | 179 | 126 | +53  | 20  |
| 3    | C.U.B.A.                   | 6 | 4 | 0 | 2 | 1  | 2  | 149 | 132 | +17  | 19  |
| 4    | Club Universitario Rosario | 6 | 0 | 0 | 6 | 0  | 0  | 77  | 267 | -190 | 0   |

|  | Qualifiés pour les quarts de finale |

## Phase finale
|  | Quarts de finale       | Quarts de finale       |              |    | Demi-finales  | Demi-finales  |  |  | Finale         | Finale         |
|  | Quarts de finale       | Quarts de finale       |              |    | Demi-finales  | Demi-finales  |  |  | Finale         | Finale         |
|  |                        |                        |              |    |               |               |  |  |                |                |
|  | le 2 mai 2015          | le 2 mai 2015          |              |    | le 9 mai 2015 | le 9 mai 2015 |  |  | le 16 mai 2015 | le 16 mai 2015 |
|  | le 2 mai 2015          | le 2 mai 2015          |              |    | le 9 mai 2015 | le 9 mai 2015 |  |  | le 16 mai 2015 | le 16 mai 2015 |
|  | Hindú Club             | 19                     |              |    | le 9 mai 2015 | le 9 mai 2015 |  |  | le 16 mai 2015 | le 16 mai 2015 |
|  | Hindú Club             | 19                     |              |    | le 9 mai 2015 | le 9 mai 2015 |  |  | le 16 mai 2015 | le 16 mai 2015 |
|  | Pucarà                 | 6                      |              |    | le 9 mai 2015 | le 9 mai 2015 |  |  | le 16 mai 2015 | le 16 mai 2015 |
|  | Pucarà                 | 6                      | Hindú Club   | 39 |               |               |  |  | le 16 mai 2015 | le 16 mai 2015 |
|  | le 2 mai 2015          |                        | Hindú Club   | 39 |               |               |  |  | le 16 mai 2015 | le 16 mai 2015 |
|  |                        | Belgrano Athletic Club | 30           |    |               |               |  |  | le 16 mai 2015 | le 16 mai 2015 |
|  | Belgrano Athletic Club | Belgrano Athletic Club | 30           | 38 |               |               |  |  | le 16 mai 2015 | le 16 mai 2015 |
|  | Belgrano Athletic Club |                        |              | 38 |               |               |  |  | le 16 mai 2015 | le 16 mai 2015 |
|  | Tala Rugby Club        | 23                     |              |    |               |               |  |  | le 16 mai 2015 | le 16 mai 2015 |
|  | Tala Rugby Club        | 23                     | Hindú Club   | 27 |               |               |  |  |                |                |
|  | le 2 mai 2015          |                        | Hindú Club   | 27 |               |               |  |  |                |                |
|  |                        | Newman                 | 25           |    |               |               |  |  |                |                |
|  | Tucumán R.C.           | Newman                 | 25           | 22 |               |               |  |  |                |                |
|  | Tucumán R.C.           | le 9 mai 2015          |              | 22 |               |               |  |  |                |                |
|  | Tucumán Lawn Tennis    | 20                     |              |    |               |               |  |  |                |                |
|  | Tucumán Lawn Tennis    | 20                     | Tucumán R.C. | 6  |               |               |  |  |                |                |
|  | le 2 mai 2015          |                        | Tucumán R.C. | 6  |               |               |  |  |                |                |
|  |                        | Newman                 | 33           |    |               |               |  |  |                |                |
|  | Newman                 | Newman                 | 33           | 35 |               |               |  |  |                |                |
|  | Newman                 |                        |              | 35 |               |               |  |  |                |                |
|  | La Plata R.C.          | 7                      |              |    |               |               |  |  |                |                |
|  | La Plata R.C.          | 7                      |              |    |               |               |  |  |                |                |

### Quarts de finale
| 2 mai 2015 | Hindú Club | 19 - 6 | Pucarà |  |
| 2 mai 2015 |            |        |        |  |
| 2 mai 2015 |            |        |        |  |

| 2 mai 2015 | Belgrano Athletic Club | 38 - 23 | Tala Rugby Club |  |
| 2 mai 2015 |                        |         |                 |  |
| 2 mai 2015 |                        |         |                 |  |

| 2 mai 2015 | Tucumán R.C. | 22 - 20 | Tucumán Lawn Tennis |  |
| 2 mai 2015 |              |         |                     |  |
| 2 mai 2015 |              |         |                     |  |

| 2 mai 2015 | Newman | 35 - 7 | La Plata R.C. |  |
| 2 mai 2015 |        |        |               |  |
| 2 mai 2015 |        |        |               |  |

### Demi-finales
| 9 mai 2015 | Hindú Club | 39 - 30 | Belgrano Athletic Club |  |
| 9 mai 2015 |            |         |                        |  |
| 9 mai 2015 |            |         |                        |  |

| 9 mai 2015 | Tucumán R.C. | 6 - 33 | Newman |  |
| 9 mai 2015 |              |        |        |  |
| 9 mai 2015 |              |        |        |  |

### Finale
| 16 mai 2015 | Hindú Club | 27 - 25 | Newman |  |
| 16 mai 2015 |            |         |        |  |
| 16 mai 2015 |            |         |        |  |

## Barrage
| 2 mai 2015 | Jockey Club Córdoba | 8 - 27 | Club Universitario Rosario |  |
| 2 mai 2015 |                     |        |                            |  |
| 2 mai 2015 |                     |        |                            |  |